# Derlis González
Derlis González, vollständiger Name Derlis Alberto González Galeano (* 20. März 1994 in Mariano Roque Alonso, Paraguay) ist ein paraguayischer Fußballspieler. Er wird im Sturm eingesetzt und steht seit der Spielzeit 2020 beim Club Olimpia unter Vertrag.

## Karriere

### Verein
González stand zu Beginn seiner Karriere in den Jahren 2010 bis 2012 in Reihen des paraguayischen Vereins Rubio Ñu, für den er insgesamt 50 Ligaspiele absolvierte und acht Tore schoss. Im Juli 2012 wechselte er nach Portugal zu Benfica Lissabon. Dort zählte er zum Kader der U-19 in der Liga de Honra, kam aber nicht zum Einsatz. Mitte Februar 2013 wurde er an den Club Guaraní ins heimische Paraguay ausgeliehen. Bis zu seiner Rückkehr zu Benfica am Jahresende lief er dort in 32 Ligaspielen auf und traf 14-mal ins gegnerische Tor. Auch kam er in vier Begegnungen (ein Tor) der Copa Sudamericana 2013 zum Einsatz. Mitte Januar 2014 folgte ein weiteres Leihgeschäft. Aufnehmender Verein war dieses Mal der Club Olimpia, für den er im 1. Halbjahr 20 Ligapartien absolvierte und neun Treffer erzielte. Am 29. Juli 2014 verpflichtete der FC Basel González und stattete ihn mit einem Fünfjahresvertrag aus. Sein Debüt für die erste Mannschaft des FC Basel gab er am 19. Juli 2014 beim 2:1-Auswärtssieg gegen den FC Aarau. Sein erstes Ligator erzielte er am 31. August 2014 beim 3:1-Heimsieg gegen den BSC Young Boys. Am 16. September 2014 erzielte er sein erstes Champions-League-Tor bei der 1:5-Niederlage gegen Real Madrid.
Für González und den FC Basel war die Spielzeit 2014/15 sehr erfolgreich. Das Team beendet den Fussballmeisterschaft 2014/15 als Meister mit 12 Punkten Vorsprung auf den 2. Platzierten BSC Young Boys und 25 Punkten Vorsprung auf den 3. Platzierten FC Zürich. Basel stand wiederholt im Final des Schweizer Cups, welcher aber gegen FC Sion 0:3 verloren ging. In der 2014/15 Champions League Saison erreichte Basel das Achtelfinale. Unter Trainer Paulo Sousa hatte González insgesamt 47 Einsätze, davon 26 in der Super League, 2 im Cup, 8 in der Champions League, sowie 11 in Testspiele. Er schoss dabei 7 Tore, drei in der Super League, drei im Champions League und 1 in den Testspielen.
Am 30. Juli 2015 bestätigte der FC Basel den Abgang von González. Der Offensiv-Spieler hat beim ukrainischen Meister Dynamo Kiew einen Vertrag über fünf Jahre unterschrieben. Für den Klub aus Kiew bestritt er 14 Ligaspiele und erzielte zwei Treffer. Hinzu kommen acht Einsätze in der Champions League (ein Tor) und vier im nationalen Pokalwettbewerb. Nachdem González von August 2018 bis Anfang 2020 als Leihgabe in Brasilien beim FC Santos gespielt hatte, wechselte er im Februar 2020 in seine Heimat zum Club Olimpia.

### Nationalmannschaft
González war sowohl in der paraguayischen U-17 als auch in der U-20 aktiv. Mit der U-17 nahm er an der Südamerikameisterschaft 2011 teil, kam im Turnierverlauf siebenmal zum Einsatz und schoss ein Tor. Mit der U-20 belegte er bei der U-20-Südamerikameisterschaft 2013 den 2. Platz. Dazu trug er mit vier Treffern bei neun Einsätzen bei. Bei der U-20-Weltmeisterschaft 2013 in der Türkei stieß er mit dem Team bis ins Achtelfinale vor. Daraus resultierten für ihn vier WM-Einsätze, bei denen er einmal ins gegnerische Tor traf. Er ist Mitglied der paraguayischen Nationalmannschaft. Für diese bestritt er bislang (Stand: 3. Januar 2016) 18 Länderspiele, bei denen er insgesamt drei Tore erzielte. Mit der „Albirroja“ nahm er an der Copa América 2015 teil. Im Viertelfinale gegen Brasilien verwandelte er sowohl den die Verlängerung erzwingenden als auch den entscheidenden Elfmeter im Elfmeterschießen und hatte somit maßgeblichen Anteil am Einzug ins Halbfinale des Turniers. Allerdings hatte dies abseits des sportlichen Geschehens auch negative Auswirkungen. Ein Onkel von González verstarb im Zuge der Freudenfeier an einem Herzinfarkt.

## Erfolge
- Ukrainischer Meister: 2016
- Schweizer Meister: 2015
- Paraguayischer Fußballer des Jahres: 2015